# La sal de la tierra (película de 2014)
La sal de la tierra es un documental de 2014 dirigido por Wim Wenders y Juliano Ribeiro Salgado sobre la vida y trayectoria profesional del fotógrafo brasileño Sebastião Salgado, quien es padre del director Juliano Ribeiro Salgado.
El documental fue estrenado en el Festival de Cannes 2014, en donde compitió en la categoría Un certain regard y ganó el Premio Especial. También estuvo nominado al Óscar al mejor documental largo de 2014 y ganó el Premio del Público en el Festival Internacional de Cine de San Sebastián, el Premio de la Audiencia en el  Festival Internacional de Cine de Tromsø, el Premio Platino a la Mejor Película Documental 2015, y el César a la mejor película documental en 2014.

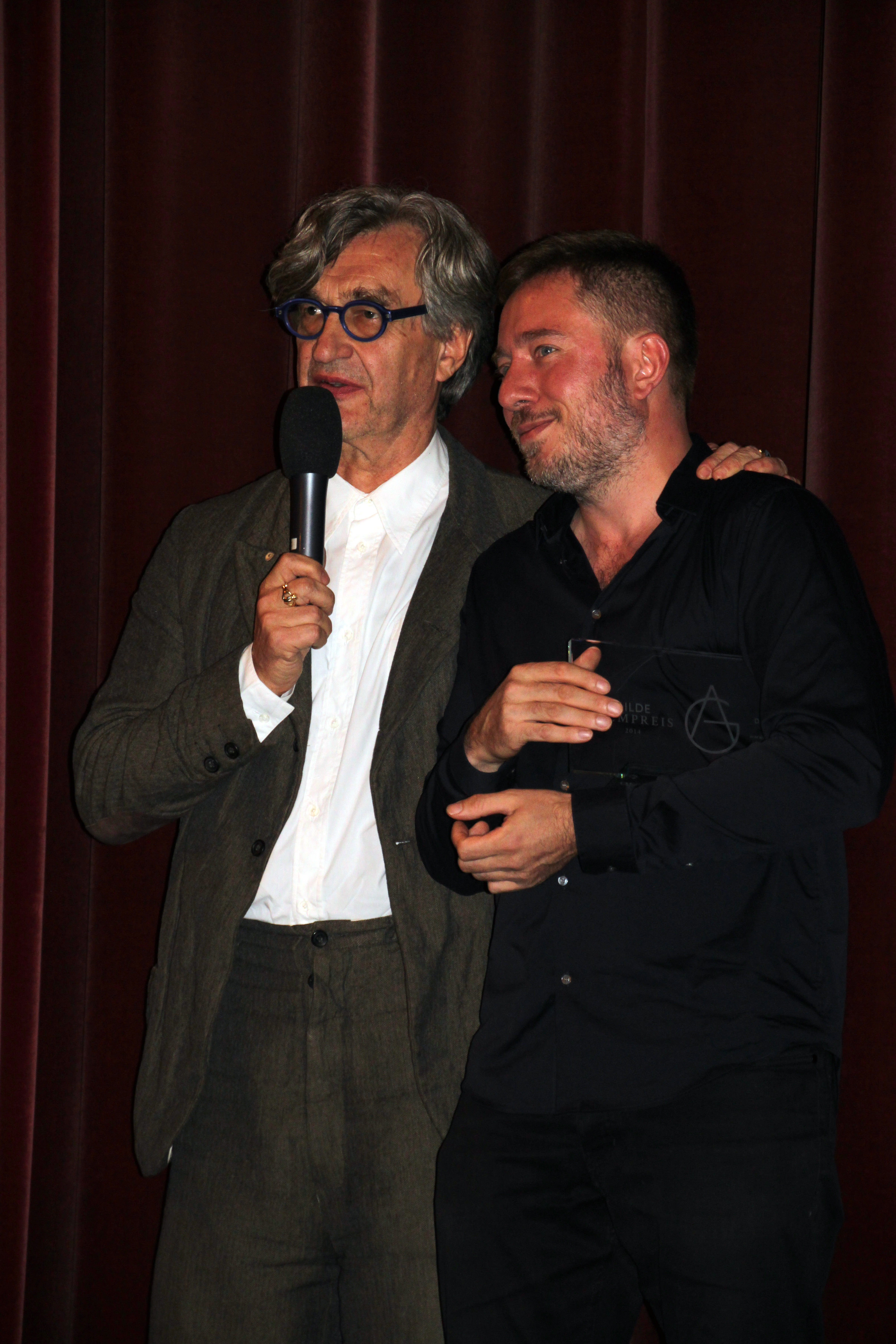
Los directores Wim Wenders y Juliano Ribeiro Salgado en una presentación de la película en Berlín el 30 de octubre de 2014.